# Showgirls
A Showgirls (Showgirls) 1995-ben készült színes, amerikai erotikus film, amit Paul Verhoeven rendezett Joe Eszterhas forgatókönyvéből.

## Szereplők
| Szerep                  | Színész           | Magyar hang    |
| ----------------------- | ----------------- | -------------- |
| Nomi Malone             | Elizabeth Berkley | Szabó Gabi     |
| Zack Carey              | Kyle MacLachlan   | Kautzky Armand |
| Cristal Connors         | Gina Gershon      | Kovács Nóra    |
| James Smith             | Glenn Plummer     | Háda János     |
| Al Torres               | Robert Davi       | Szersén Gyula  |
| Tony Moss               | Alan Rachins      | Csuha Lajos    |
| Molly Abrams            | Gina Ravera       | Csere Ágnes    |
| Henrietta „Mama” Bazoom | Lin Tucci         | Miklai Mária   |

## Díjak és jelölések
A  16. Arany Málna-gálán 13 jelölésből 7-et díjra váltott a film.
- - díj: legrosszabb film ( Alan Marshall,Charles Evans)
  - díj: legrosszabb női főszereplő (Elizabeth Berkley)
  - díj: legrosszabb filmes páros ("Bármely két személy (vagy testrész!) együtt")
  - díj: legrosszabb rendező (Paul Verhoeven)
  - díj: legrosszabb forgatókönyv (Joe Eszterhas)
  - díj: legrosszabb új sztár (Elizabeth Berkley)
  - díj: legrosszabb „eredeti” dal ( „Walk into the Wind” című dala, írta: David A. Stewart, Terry Hall)
  - jelölés: legrosszabb remake vagy folytatás ( Alan Marshall, Charles Evans (A Mindent Éváról és The Lonely Lady remake-je))
  - jelölés: legrosszabb férfi főszereplő (Kyle MacLachlan)
  - jelölés: legrosszabb férfi mellékszereplő (Robert Davi)
  - jelölés: legrosszabb férfi mellékszereplő (Alan Rachins)
  - jelölés: legrosszabb női mellékszereplő (Gina Gershon)
  - jelölés: legrosszabb női mellékszereplő (Lin Tucci)

## Fordítás
- Ez a szócikk részben vagy egészben  a   Showgirls című angol Wikipédia-szócikk fordításán alapul.  Az eredeti cikk szerkesztőit annak laptörténete sorolja fel. Ez a jelzés csupán a megfogalmazás eredetét és a szerzői jogokat jelzi, nem szolgál a cikkben szereplő információk forrásmegjelöléseként.

## Kapcsolódó szócikk
- Sztriptíz – 1996-ban bemutatott, hasonló témájú film, mely szintén számos Arany Málnát nyert